# Ida Colucci
Ida Colucci (Roma, 22 agosto 1960 – Roma, 19 agosto 2019) è stata una giornalista italiana, direttrice del TG2 dal 6 agosto 2016 al 31 ottobre 2018.

## Biografia
Nata a Roma da famiglia originaria di Sant'Angelo all'Esca, iniziò la sua carriera presso l'agenzia di stampa Asca. In seguito lavorò per Nuova Ecologia e Legambiente. Fece il suo ingresso in Rai nel 1991, al Giornale Radio, per passare poi al Tg2, di cui divenne inviata nel 2005 (e dal 2009 al 2016 ne fu anche vicedirettrice). Il 4 agosto 2016 diventa la nuova direttrice del telegiornale della seconda rete Rai dall'amministratore delegato Antonio Campo Dall'Orto.
Il 31 ottobre 2018 alla direzione del Tg2 lasciò il posto a Gennaro Sangiuliano, nominato lo stesso giorno dal Cda della Rai, su proposta dell'Amministratore Delegato Fabrizio Salini.
Morì il 19 agosto 2019 al termine di una lunga lotta contro un tumore, tre giorni prima del suo 59º compleanno.